# Kaman Aerospace
Pour les articles homonymes, voir Kaman.
Kaman est une entreprise américaine créée en 1945 par le pionnier de l'aéronautique Charles H. Kaman (1919 - 2011) et spécialisée entre autres dans la construction d'hélicoptères et de structures aérospatiales.
Son modèle K-Max construit entre 1994 et 2023 à 60 unités reprend la technologie du Flettner Fl 282 Kolibri de l'Allemand Anton Flettner, concepteur des hélicoptères du même nom et qui avait rejoint la société Kaman après la Seconde Guerre mondiale. Il s'agit d'un hélicoptère pour le transport de marchandises ou le levage de matériel de construction et de travaux. Sa caractéristique principale est de posséder deux rotors à pales engrenantes, faisant ainsi l'économie d'un rotor anticouple.
Charles Kaman étant aussi guitariste, il créa la guitare Ovation à fond rond en fibres de carbone.

## Produits
- Kaman K-125 (en)
- Kaman K-190 (en)
- Kaman K-225 (en)
- Kaman HH-43 Huskie
- Kaman SH-2 Seasprite
- Kaman SH-2G Super Seasprite (en)
- Kaman K-Max
- K-Max UAS